# 105-mm-Howitzer M119
Die M119 105-mm-Haubitze ist ein leichtes, luftverlastbares Artilleriegeschütz der United States Army. Es wird seit 1989 bei den US-Streitkräften eingesetzt und ist der Nachfolger der M102-Haubitze aus der Zeit des Vietnamkriegs. Das Geschütz basiert auf der britischen L118 Light Gun.

## Geschichte
Mitte der 1980er Jahre suchte die US Army nach einem Ersatz für die mittlerweile 20 Jahre alten M102-Haubitzen. Nach den Erfahrungen, die das britische Militär während des Falklandkriegs mit der L118-Haubitze gesammelt hatte, entschloss man sich zu einer Zusammenarbeit mit dem britischen Hersteller Royal Ordnance, um das Geschütz an die Anforderungen des US-Militärs anzupassen. 1987 wurde der Vertrag zum Bau des Geschützes unterschrieben. Die ersten M119A1 wurden im Dezember 1989 an die U.S. Army ausgeliefert. Bis 1995 waren alle Einheiten mit dem Geschütz ausgerüstet, die ersten Einheiten der US-Nationalgarde erhielten das Geschütz ab 1996. Seit 1998 werden die M119A1 im Light Artillery System Improvement Program auf den A2-Standard aufgerüstet und mit neuer Zieloptik ausgerüstet.

## Kampfeinsätze
Den ersten Einsatz im Krieg sahen die Geschütze während des Afghanistanfeldzugs sowie im Irakkrieg.

## Technik

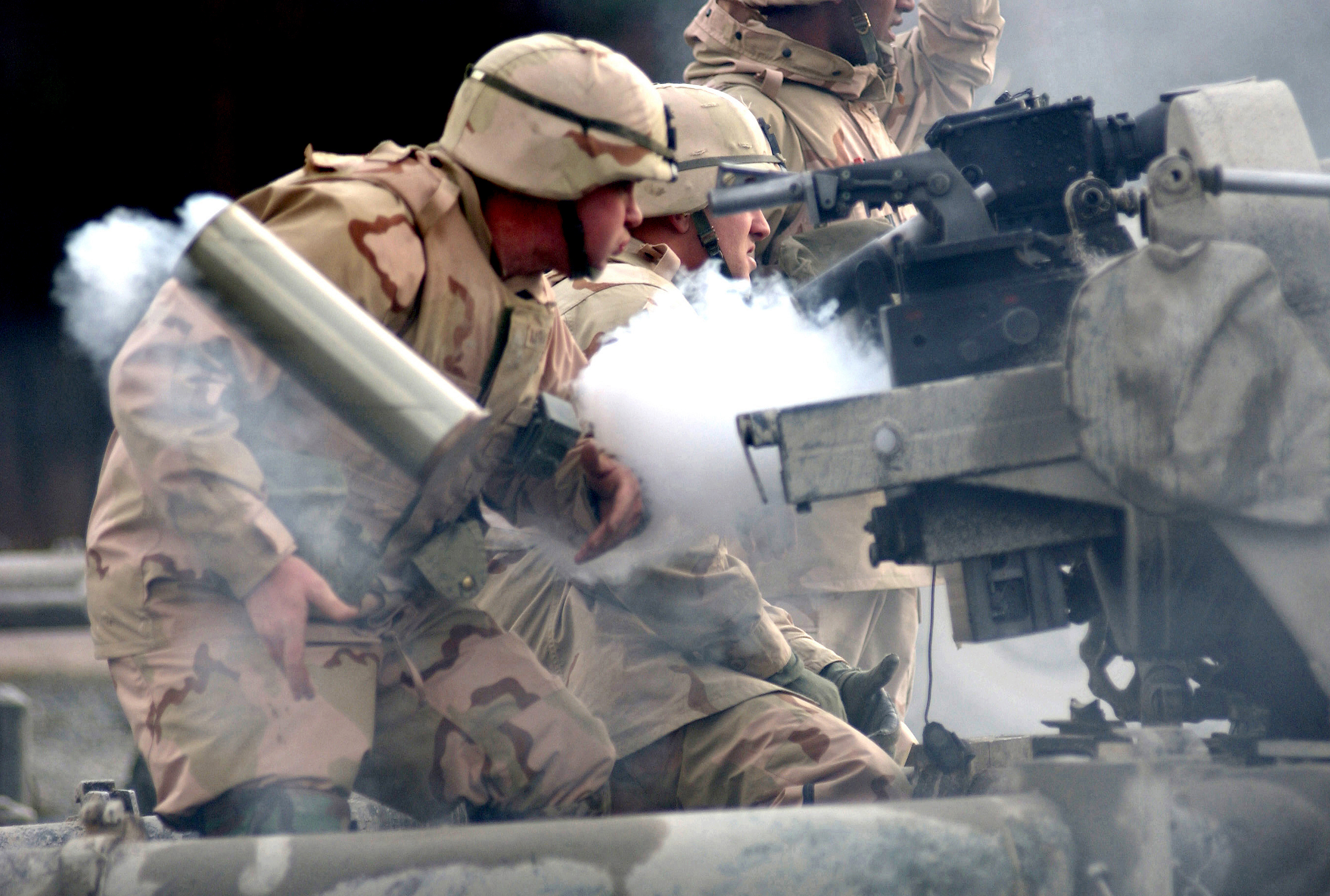
M119A2 auf dem Truppenübungsplatz Grafenwöhr

Das 6,32 Meter lange, 1,77 Meter breite und 1,9 Tonnen schwere Geschütz kann von einem HMMWV geschleppt oder von UH-60 Blackhawk und CH-47 Chinook als Außenlast transportiert werden. Auch in den Laderaum einer C-130 Hercules passt das Geschütz.
Das auf einem abklappbaren Stützfuß aufsitzende Geschütz kann um 360° gedreht werden, der vertikale Richtbereich reicht von −6,25° bis +77,75°. Die Reichweite liegt je nach Treibladung zwischen 11.500 Metern und 14.000 Metern, mit raketengetriebenen Granaten wird eine Feuerreichweite von 19.500 Metern erreicht.

## Munition
Das M119 kann sowohl alle Projektile der in der NATO standardisierten 105 mm Munition verschießen, als auch Projektile mit Raketenantrieb. Die verwendeten Munitionssorten der U.S. Army sind:
- M1  Reichweite: 11,5 km
- M314 Leuchtgranate
- M60/M60A2 Phosphor-Rauchgranate
- M913 HERA Reichweite: 19,5 km
- M760 HE Reichweite: 14,5 km